# Балкабек
Балкабек (каз. Балғабек, до 199? г. — Кирово) — упразднённое село в Уалихановском районе Северо-Казахстанской области Казахстана. Входило в состав Кайратского сельского округа.
В 6 км к востоку от села находится озеро Жамантуз.

## Население
По данным переписи 1999 года, в селе проживало 345 человек (171 мужчина и 174 женщины).